# KIDS (1985年の映画)
『KIDS』（キッズ）は、1985年9月14日に劇場公開された松竹・松竹富士共同配給の日本映画。早見優は本作で映画初主演となる。

## 概要
横須賀米軍基地周辺を舞台に、若い男女の恋と、彼らが裏の世界の人間と関わることで危険な事態へと展開して行く様を描いたハードボイルド作品。監督は本作が第一回作品となる高橋正治、脚本は塩田千種、撮影は長沼六男がそれぞれ担当している。
この作品で早見優は、第9回日本アカデミー賞（1986年）新人俳優賞を受賞した。
2023年7月現在、未DVD化となっている。

## ストーリー
ジャズクラブ ″マダム・ローズ″ で働くサキは、生前母がしていたようにいつか自分が歌うことを夢見て、基地に近い港町で弟の智と暮らしていた。ある日サキは、智が兄のように慕うやや無骨な男・隆一と出会う。町の一角にある店の地下室には拳銃製造工場があり、そこから3丁の拳銃が盗まれていた。隆一は坂田という男から1丁20万で拳銃を探し出すことを依頼され、まず中国人の陳に近付き、坂田のボス的存在である裏の世界の男・矢野が拳銃を買い取っているという事実を知る。隆一は、町で中国人の兄弟が喧嘩の末に発砲したという噂を聞き、現場となった中華料理店に向かった。ここで銃は智から買い取ったものだと聞かされ、智が拳銃盗難の件に関わっていることが判る。翌日、拳銃の製造人で店の主人であるチャーリーが殺害され、遺体は海で発見された。犯人は智ではないかと疑うサキと隆一は智を問い質したところ、自分ではないと否定。残りの拳銃2丁のうち1丁は自分が所持し、もう1丁はバー ″シルクハット″ に出入りする黒人兵が買ったと白状した。サキは智を連れて ″シルクハット″ に向かい黒人兵を見つけた。「拳銃を返して」と切り出したサキは乱暴に振り払われるが、二人を心配し後を追って来た隆一に助けられる。乱闘の末、拳銃を奪って3人は逃走する。町へ戻ったサキは、チャーリー殺害時の状況を知っているであろう智を矢野が探しているとの噂を耳にする。隆一は智の行方を探すが、既に殺害されていた。矢野とその一味の仕業であると確信した隆一は矢野と対決するが、彼もまた命を奪われてしまう。一人きりの肉親である智と恋人になりかけていた隆一、さらには自分の夢と全てを奪われたサキの目に隆一の残したナイフと拳銃が映った。憎しみを燃え上がらせたサキは矢野の元へと向かう…。

## キャスト
- 里中サキ：早見優
- 西河隆一：佐藤浩市
- 矢野：小坂一也
- 涼子：高橋ひとみ
- 坂田：鹿内孝
- 里中智：角田英介
- アキラ：矢野泰二
- 太った料理人：サンダー杉山
- 痩せた料理人：具志堅用高
- ローズ藤本：松尾和子
- 陳：泉谷しげる
- 久美：吉行和子

## スタッフ
- 監督：高橋正治
- 脚本：塩田千種
- 企画：サンミュージック
- 製作：奥山和由
- 製作補：真鍋和己・進藤淳一
- 製作協力：奥山和由
- プロデューサー：鍋島壽夫
- 撮影：長沼六男
- 美術：高橋章
- 音楽：ミッキー吉野
- 主題歌：早見優「PASSION」(トーラスレコード)
- 録音：伊藤晴康
- 照明：佐藤幸郎
- 編集：井上治
- 助監督：谷口正行
- スチール：金田正